# (360) Carlova
(360) Carlova – planetoida z grupy pasa głównego asteroid okrążająca Słońce w ciągu 5 lat i 72 dni w średniej odległości 3 j.a. Została odkryta 11 marca 1893 roku w Observatoire de Nice w Nicei przez Auguste Charloisa. Pochodzenie nazwy planetoidy nie jest znane. Przed jej nadaniem planetoida nosiła oznaczenie tymczasowe (360) 1893 N.